# 梨满站
梨滿站（韓語：리만역）是朝鮮民主主義人民共和國慈江道前川郡梨滿里的一個鐵路車站，属于满浦线。

## 历史
- 1936年12月1日，开通使用。

## 邻近车站
满浦线
古仁站 - 梨滿站 - 云里站